# Rocky Ridge (Utah)
Rocky Ridge – miasto w Stanach Zjednoczonych, w stanie Utah, w hrabstwie Juab.